# Heraldika
Heraldika ili grboslovlje likovna je disciplina i pomoćna povijesna znanost koja proučava postojeće grbove te stvara nove.

## Povijest
Grboslovlje nastaje iz potrebe raspoznavanja pojedinaca i skupina na samom bojnom polju. U srednjem vijeku kad su vitezovi nosili oklope i kacige, vrlo teško su se međusobno raspoznavali. Zbog toga su počeli nositi znamenja (grbove) vladara kojima su bili potčinjeni. Naročito tijekom križarskih ratova upotreba grbovlja proširila se Europom. Ubrzo je broj različitih grbova toliko narastao da kraljevi nisu više mogli pamtiti koji je koji. Umjesto njih grbove su pratili heraldičari. Oni su za vrijeme bitaka stajali pored kraljeva i pojašnjavali im koji vojnici pripadaju kojem velikašu i na čijoj strani se bore. U tom razdoblju javljaju se i prva heraldička pravila.

## Osnovna heraldička pravila
U heraldici postoje stroga pravila, koja se moraju poštovati ako se nešto želi nazvati grbom. Heraldičkih pravila ima mnogo, ali se mogu izdvojiti osnovnih osam pravila.
Prvo pravilo 
Grb mora biti jedinstven i originalan.  To znači da se grbovi moraju razlikovati međusobno makar u detaljima. To je osnovno pravilo. Heraldika je u osnovi oblik prepoznavanja.
Drugo pravilo
Nitko ne smije imati više od jednog grba, bilo da se radi o osobi, o gradu, o instituciji ili državi.
Treće pravilo
Samo ono što zadovoljava i što se uklapa u heraldička pravila je heraldički ispravno. To znači da heraldiku i heraldičare ne zanima umjetnički dojam nekog grba, već ispravnost i primjenjivost pravila, tek na kraju se razmatra pitanje estetike
Četvrto pravilo
U heraldici postoje desna i lijeva heraldička strana i to s gledišta onoga koji nosi štit. To znači u stvari da je ono što je promatraču lijevo - to je u heraldici desno, inače desna heraldička strana je nešto pozitivno, to je tzv. muška strana, i ako su elementi na grbu pozicionirani ili su okrenuti ka desnoj heraldičkoj strani onda je to nešto pozitivno.
Peto pravilo
Postoji pet osnovnih boja, dva metala i tri pomoćne boje, što se sve naziva tinkturama. Osnovne boje su: crvena, plava, zelena, crna i purpurna; pomoćne boje su: tamno-crvena, smeđa i boja krvi. Metali su: zlato i srebro, a prikazuju se na grbovima kao žuta i bijela boja. U heraldici je dozvoljeno da se neki element prikaže i u svojoj boji i to se onda naziva prirodnom bojom i oblikom prikaza. Iz ovoga proizlazi pravilo da se boje ne smiju mješati i prikazivati jedna preko druge na grbu, kao ni metali, već se može postići kombinacija metala i boja; a sve to radi smanjivanja konfuzije prilikom isticanja grba i povećavanja jasnoće prikaza, npr. crna figura na zelenom štitu bi bila teško razaznatljiva. 
Šesto pravilo
Koso postavljeni grbovi asociraju na veliku starost podrijetla nosioca grba, najvjerojatnije prije XIII. stoljeća.
Sedmo pravilo 
Koso postavljeni elementi na grbu kao što su prečke, lente i grede, od lijeve na desnu heraldičku stranu, predstavljaju grbove izvanbračne djece
Osmo pravilo 
Pravilo sjedinjavanja grbova, u središnu poziciju grba ide grb pobjednika ili obitelji koja dominira, a u desnu heraldičku stranu idu grbovi ostalih prema dostojanstvu ka lijevoj heraldičkoj strani; u slučaju braka u kojem su oba supružnika nosioci grba, grb muža ide na desnu, a supruge na lijevu heraldičku stranu.

## Poveznice
- Veksilologija
- Crkvena heraldika

## Vanjske poveznice
Mrežna mjesta
- Hrvatsko grboslovno i zastavoslovno društvo, službeno mrežno mjesto
- Ivan pl. Bojničić Kninski, Der Adel von Kroatien und Slavonien (Plemstvo Hrvatske i Slavonije), J. Siebmacher's grosses und allgemeines Wappenbuch, Nürnberg, 1889.
- Friedrich Heyer von Rosenfeld, Der Adel des Königreiches Dalmatien (Plemstvo Kraljevine Dalmacije), J. Siebmacher's grosses und allgemeines Wappenbuch, Nürnberg, 1873.
- Csergheő Géza, Wappenbuch des Adels von Ungarn sammt den Nebenländern der St. Stephans-Krone I. (Grbovnik plemstva Ugarske i pridruženih zemalja krune Sv. Stjepana I.), J. Siebmacher's grosses und allgemeines Wappenbuch, Nürnberg, 1894.
- Géza Csergheo, Wappenbuch des Adels von Ungarn sammt den Nebenländern der St. Stephans-Krone II. (Grbovnik plemstva Ugarske i pridruženih zemalja krune Sv. Stjepana II.), J. Siebmacher's grosses und allgemeines Wappenbuch, Nürnberg, 1894.
- Vlasta Brajković, Grbovi : grbovnice : rodoslovlja, katalog muzejske zbirke, Povijesni muzej Hrvatske, Zagreb, 1976. (83 str.)
- Dubravka Peić Čaldarević, Grbovi hrvatskoga plemstva - činjenice kulturnog naslijeđa i identiteta, Povijesni prilozi 31/2006.
- Tomislav Galović, Hrvatska heraldička periodika: Vitezović i Glasnik heraldike  Arhivirana inačica izvorne stranice od 6. svibnja 2021. (Wayback Machine), Arhivski vjesnik 1/2009.
- Mate Božić, Heraldička istraživanja na području Hrvatske (2016.)